# Паро (дзонгхаг)
Паро (дзонґ-ке སྤ་རོ་རྫོང་ཁག་, Вайлі Spa-ro rdzong-khag) — дзонгхаг у Бутані, відноситься до Західного дзонгдею. Адміністративний центр — Паро.

## Історія

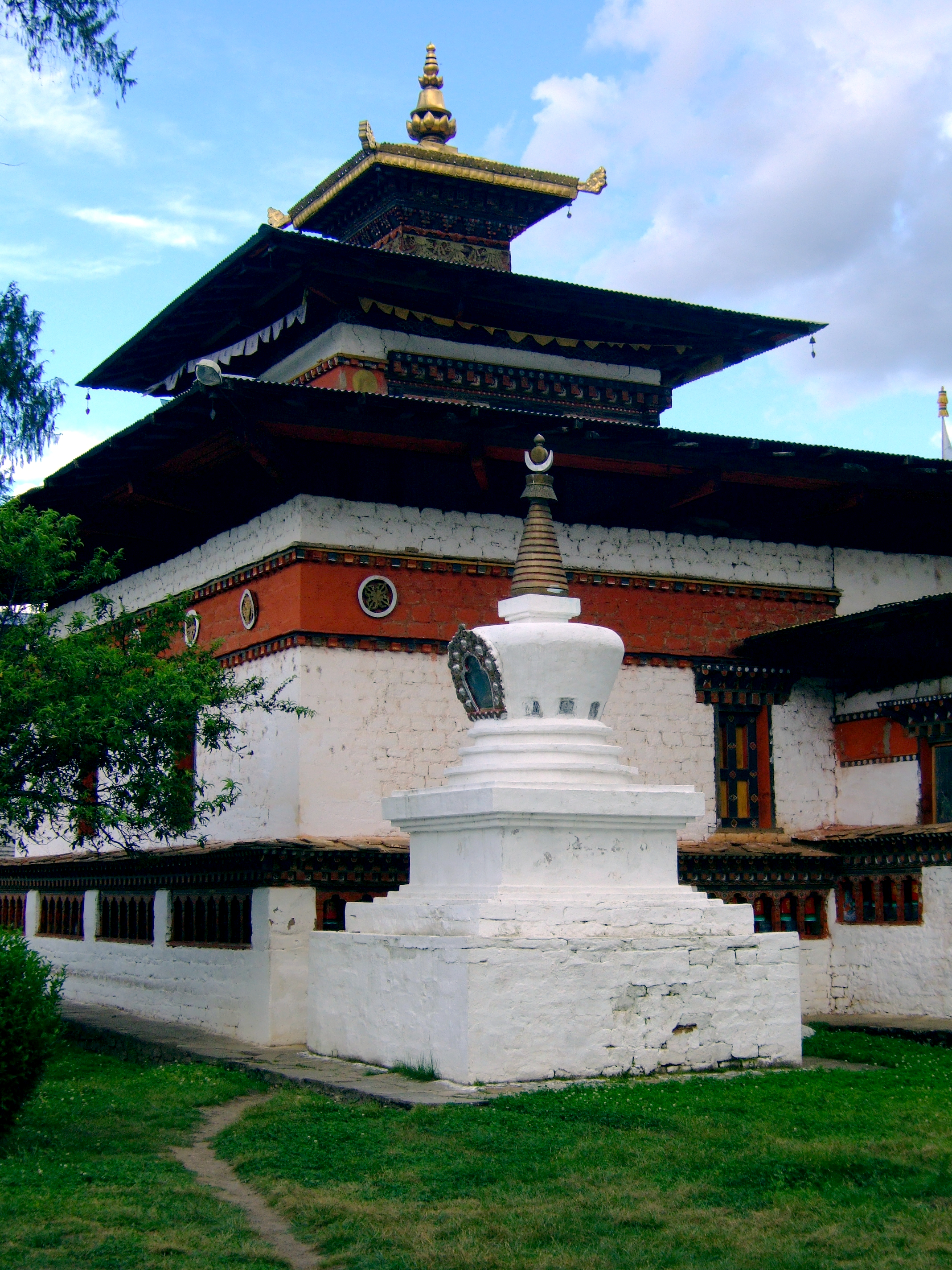
К'їчу-лакханг в долині Паро, 2006.

До появи буддизму в Бутані була поширена релігія Бон. Згідно з легендою, древній тибетський святий приїхав в долину Паро зі жменею їжі (па) із пшеничного борошна (дро). З тих пір ця родюча долина стала називатися Падро, в розмовній мові і написанні — Паро.
Нащадок лами Пхаджо Другом (англ. Lam Phajo Drugom), якого звали Пха Друнг Друнг (англ. Pha Drung Drung), після того, як підпорядкував демона, що жив в місцевості, яка нагадувала купу скарбів, побудував в цьому місці монастир. У 1646 році Шабдрунг Нгванг Намґ'ял перетворив цей монастир в дзонг, який назвали Рінпунг (буквально перекладається як «купа скарбів»). З тих пір цей дзонг був законодавчим, судовим, виконавчим і релігійним центром долини Паро.
У долині побудовано безліч різних монастирів: К'їчу-лакханг (заснував Сронцангамбо), Такцанг-лакханг (заснував десі Г'ялце Тензін Рабджі, Дунце-лакханг, Друкг'ял-дзонг (заснував Шабдрунг) та інші. Вважається, що така велика кількість монастирів сприяє досягненню людьми Валового національного щастя.
У різний час Паро надавали честь своєю присутністю такі святі, як Падмасамбхава, Пхаджо Другом, Шабдрунг Нгванг Намґ'ял, Йудрунг Дорджі Пєл, лама Нгаванг Чодже, Тангтонг Г'ялпо та інші.

## Географія

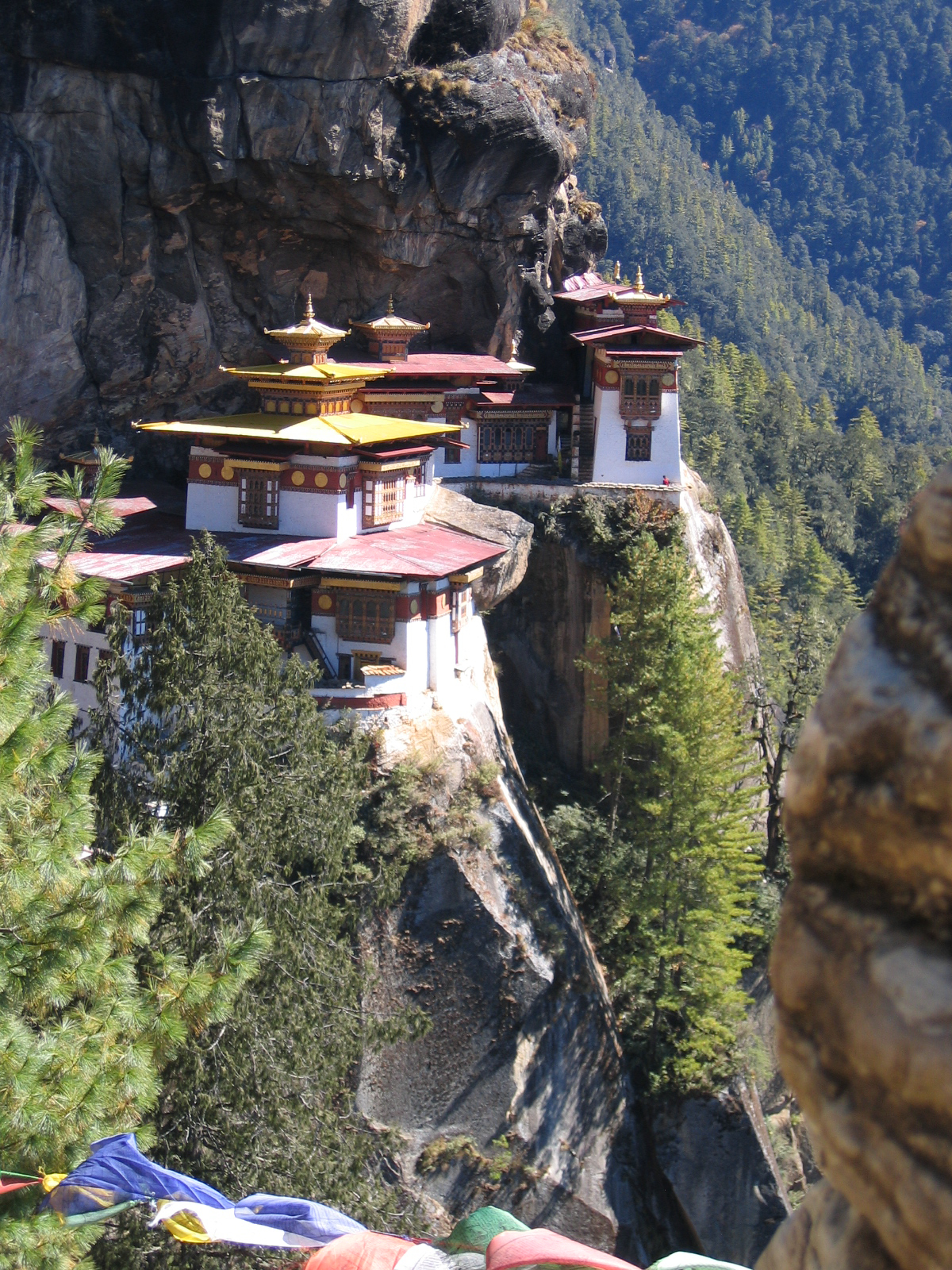
Такцанг-лакханг

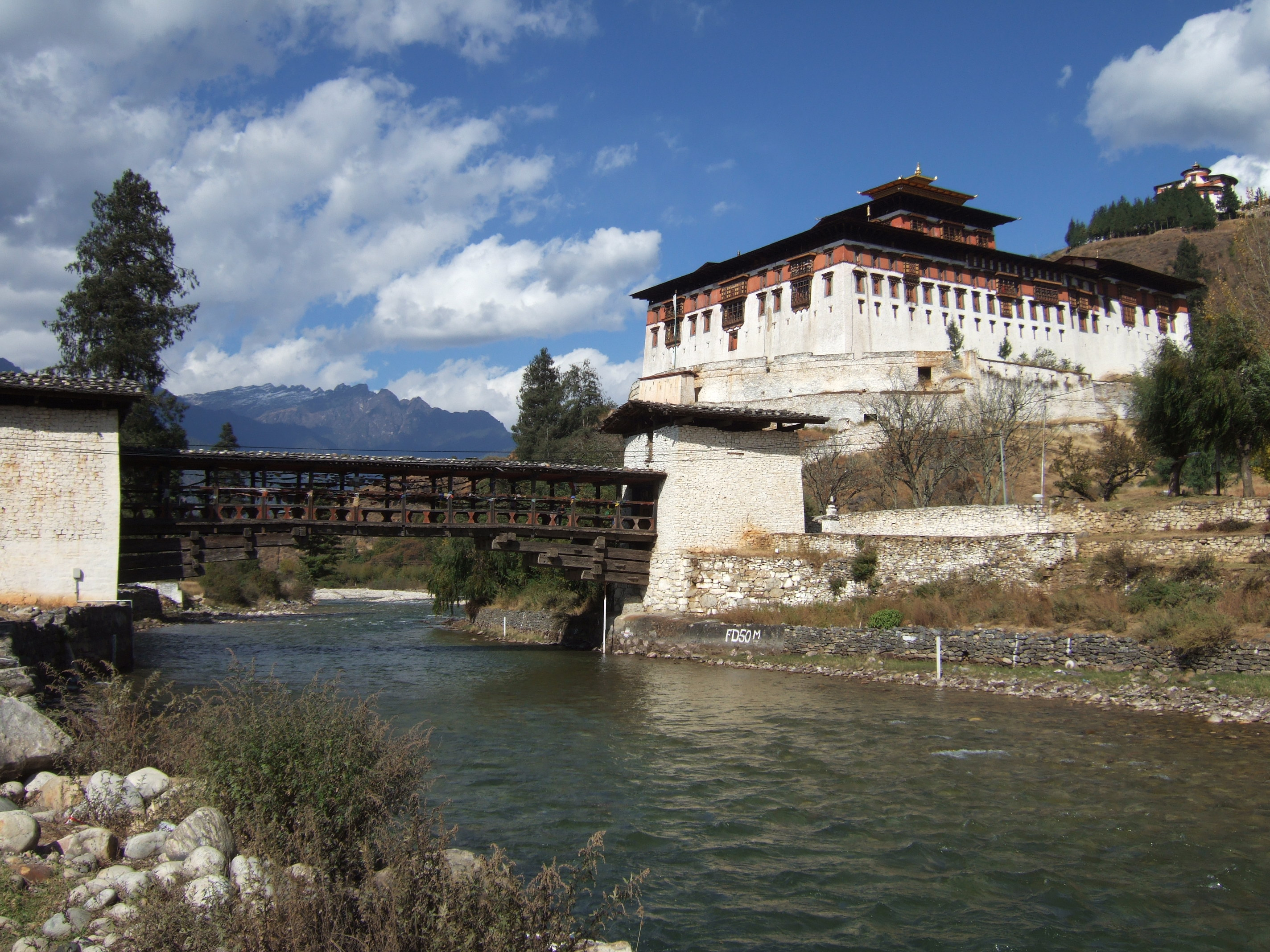
Дзонг Рінпунг з консольним мостом, 2007

Дзонгхаг Паро розташований у північно-західній частині країни на висоті 2250 метрів над рівнем моря і займає площу 1258,5 км². Він відноситься до Західного дзонгдею Бутану. Діапазони температури від 14 до 26 °С влітку і від −5 до +14 °С взимку.
62 % дзонгхага займають ліси, а решта території — орні землі, які підходять для землеробства і садівництва.
На території району частково знаходиться Національний парк Джігме Дорджі. Наприклад, село Шінгкарап знаходиться на території цього парку.

## Населення
Паро вважається найгустонаселенішим дзонгхагом королівства. У зв'язку з розвитком регіону, помірним кліматом, достатком землі та наявністю єдиного в країні аеропорту, багато громадян Бутану прагнуть переселитися з інших регіонів в Паро.
В дзонгхазі налічувалось 2413 домашніх господарств на 21 000 чоловік (згідно з переписом 2002 року).
Традиційна сімейна структура поступово стає гнучкішою. Раніше чоловік був незаперечним главою сім'ї, але зараз жінки поступово займають рівноправне становище з чоловіками. При тому, що чоловік традиційно переїжджає жити в сім'ю дружини, батьки менше впливають на вибір дітей в питанні вибору чоловіка. Як дружина, так і чоловік можуть розлучитися або пред'явити свої права. Поступово починає завойовувати популярність нове для традиційного укладу гасло «Маленька родина — щаслива сім'я».

## Адміністративний поділ

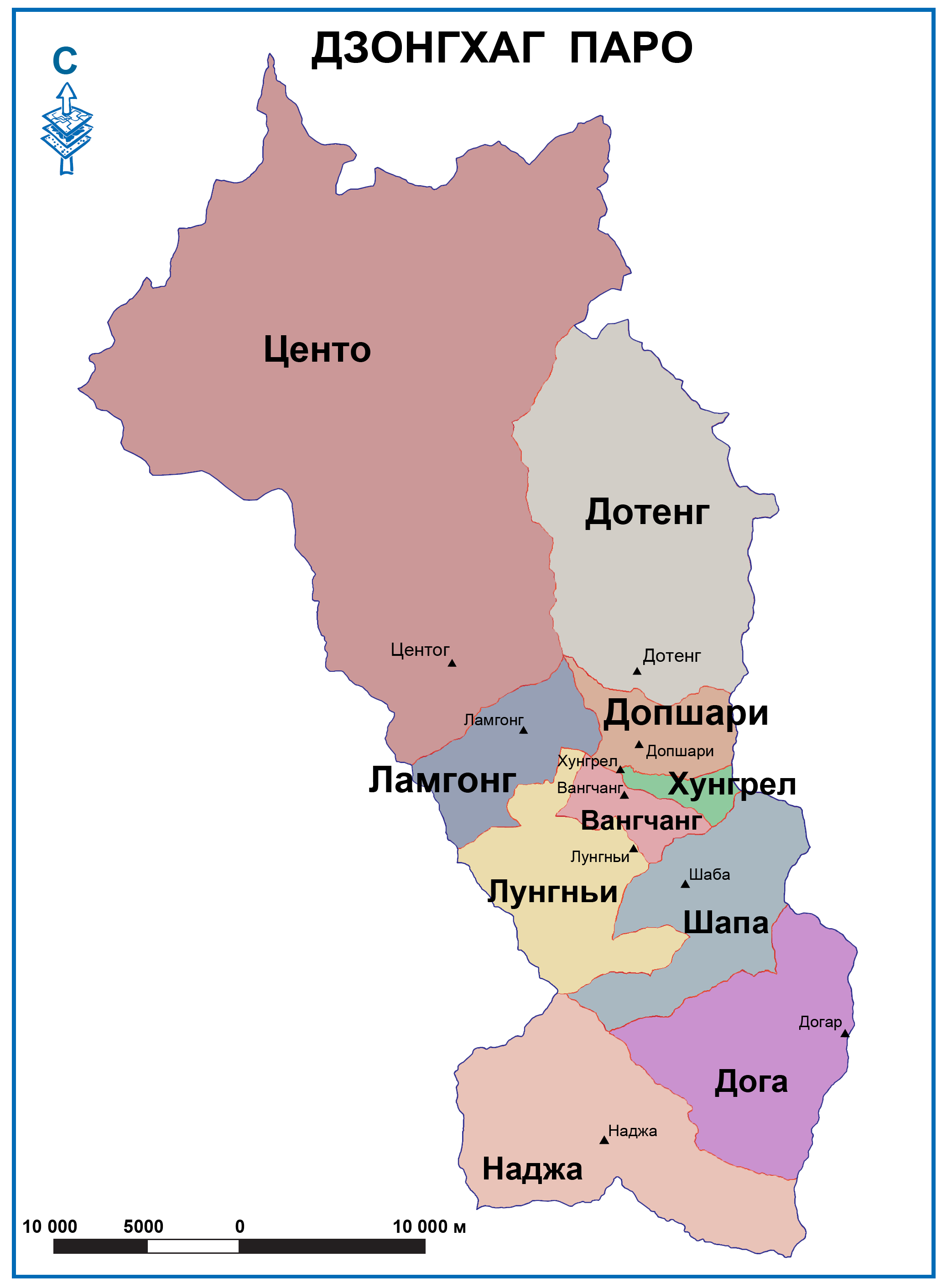
Гевоги дзонгхагу Паро

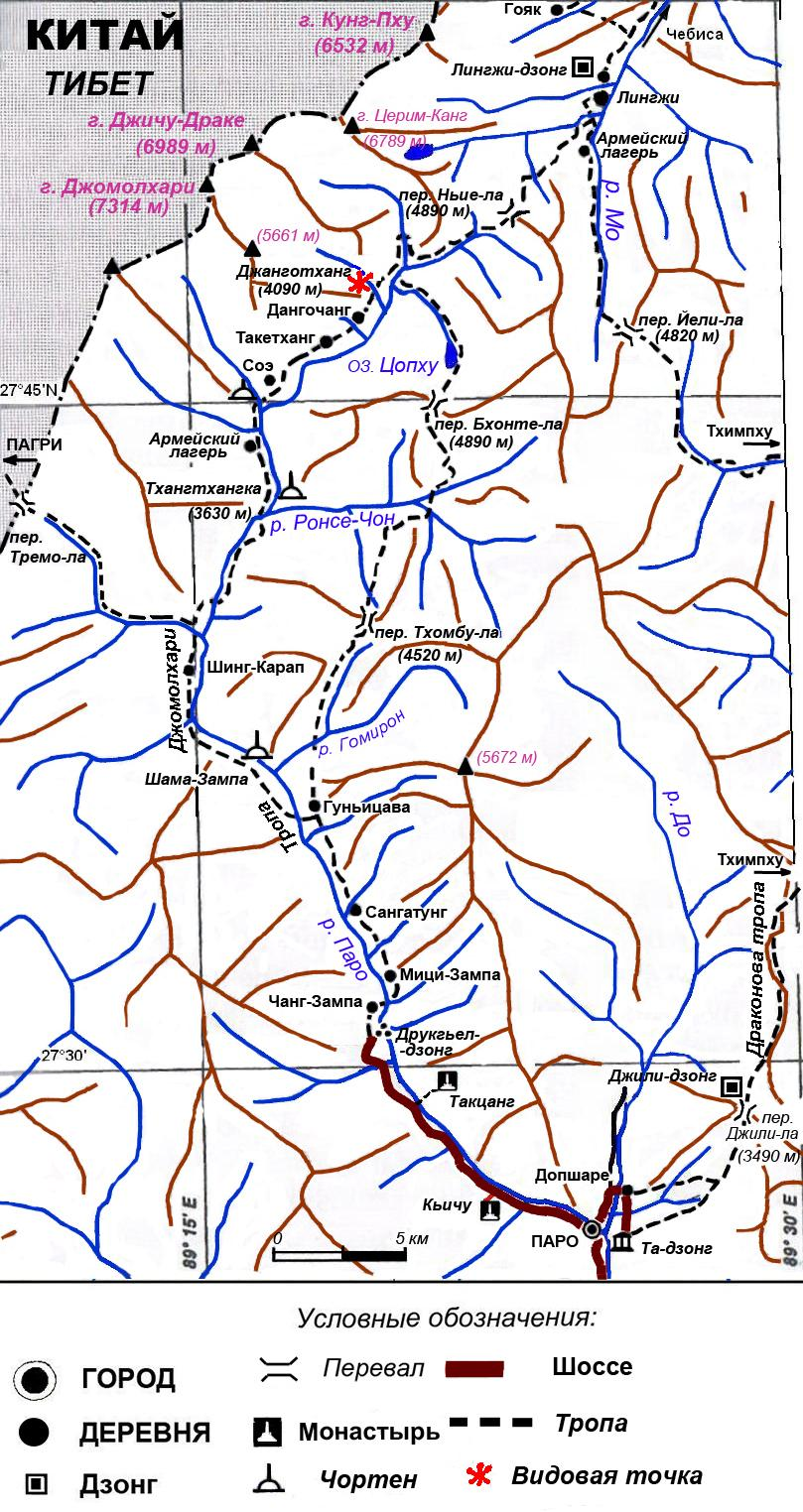
Гірська частина дзонгхагу Паро і Стежка Джомолхарі

Адміністративним центром дзонгхага є місто Паро. Старовинний дзонг Рінпунг в Паро є адміністративним, духовним і культурним центром управління та розвитку дзонгхага.
До складу дзонгхага входять 10 гевогів:
- Вангчанг
- Дога
- Допшарі
- Дотенг
- Ламгонг
- Лунгн'ї
- Наджа
- Хунгрел
- Центо
- Шапа

## Економіка
Дзонгхаг пов'язаний шосейною дорогою з Пхунчолінгом і Тхімпху. Наявність хорошої дороги сприяє розвитку торгівлі з дзонгхагами Чукха і Тхімпху. Крім того, є можливість експортувати товари в Індію і Бангладеш, чим користуються багато фермерів. Наприклад, в ці країни експортують яблука, вирощені в дзонгхазі.
У місті Паро знаходиться міжнародний аеропорт Паро, який є повітряними воротами країни, що дуже сприятливо позначається на економіці дзонгхага.